# Isola di Stromboli
Stromboli (Strògnuli in siciliano, Struògnuli in dialetto eoliano) è un'isola italiana appartenente all'arcipelago delle isole Eolie, in Sicilia. Posta nel bacino Tirreno del mar Mediterraneo occidentale, l'isola è la più settentrionale ed orientale delle Eolie e si estende su una superficie di 12,2 km². Sull'isola è presente il vulcano omonimo. L'Isola di Stromboli ospita due centri abitati: Stromboli (a sua volta suddiviso nelle località di Scari, San Vincenzo, Ficogrande e Piscità) e Ginostra, dall'altra parte dell'isola. Il principale approdo è situato a Scari.
A poche centinaia di metri a nord-est dell'isola di Stromboli si trova lo scoglio di Strombolicchio, residuo di un antico camino vulcanico. L'isolotto ospita un faro della Marina, disabitato e automatizzato.

## Origini del nome
Il nesonimo Stromboli va ricondotto al greco Στρογγύλη (Strabone), latino Strongylē (Plinio), con accostamento secondario a στρόμβος strómbos. L'etimo è il greco στρογγυλός strongylós "rotondo".

## Geografia
Situata nel mar Tirreno, l'isola di Stromboli appartiene all'arcipelago delle Isole Eolie e si trova più a nord e ad est rispetto alle altre isole dell'arcipelago.
La storia geologica dell'isola di Stromboli comincia circa 200.000 anni fa, quando un primo vulcano attivo di grandi dimensioni emerge dal mare, in posizione NE rispetto all'isola; di questo vulcano antico rimane soltanto il condotto solidificato (neck) rappresentato da Strombolicchio.

## Storia

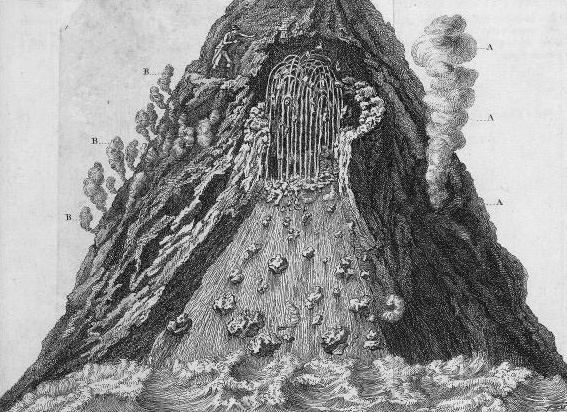
L'isola di Stromboli illustrata nell'opera di Lazzaro Spallanzani "Viaggi alle due Sicilie e in alcune parti dell'appennino" (1799).

Stromboli è nota, frequentata e abitata fin dall'antichità remota di cui è noto l'importante villaggio preistorico di San Vincenzo, e la sua economia si è sempre fondata sulle produzioni agricole tipicamente mediterranee: olivo, vite (malvasia coltivato basso in giardini terrazzati), fichi - e poi sulla pesca e sulla marineria. Fino al XIX secolo questa economia fu fiorente e nel 1891 Stromboli arrivò a contare circa 2 700 abitanti secondo i dati ufficiali a disposizione (fonte Mastriani e ISTAT).
Il peggioramento delle condizioni economiche seguito all'unità d'Italia, il ripetersi di eruzioni e terremoti (in particolare l'eruzione del 1930) e infine l'attacco della peronospora che negli anni trenta sterminò la più redditizia coltura locale, quella della vite, fecero sì che una grandissima maggioranza degli strombolani prendesse la via dell'emigrazione, soprattutto verso l'Australia e l'America e l'isola rischiò seriamente di restare abbandonata.
Venne riscoperta dopo la guerra da Roberto Rossellini che, con il film del 1950 Stromboli terra di Dio (con protagonista femminile Ingrid Bergman), portò l'isola all'attenzione del pubblico.

### Il nome
Il vulcano è chiamato dai suoi abitanti (gli strombolani) Struògnoli, o anche Iddu (Lui in siciliano), in riferimento alla natura divina che un tempo era attribuita ai fenomeni naturali incontrollabili. Stromboli dà il nome a un tipo di vulcani caratterizzati da un'attività vulcanica effusiva detta stromboliana.

### Cinema e letteratura
- Alexandre Dumas ambienta parte del suo libro Impressions de voyage - Le Capitaine Aréna (1803) a Stromboli.
- Jules Verne ha ambientato a Stromboli la conclusione del romanzo del 1864 Viaggio al centro della Terra[2].
- Edward John Trelawny racconta nel libro Records of Shelley, Byron and the Author (1873) il passaggio di Lord Byron di fronte all'isola per ammirarne le esplosioni.
- Friedrich Nietzsche accenna al vulcano nel capitolo Dei grandi Eventi della sua opera Così parlò Zarathustra.
- Si svolge interamente sull'isola Stromboli (Terra di Dio), un film del 1950 diretto da Roberto Rossellini (con protagonista Ingrid Bergman).
- Isole di fuoco è un documentario di Vittorio De Seta sulla vita nell'isola nel 1954[3].
- Mario Soldati e Gian Piero Bona collaborarono nel 1956 ad una pellicola girata nei pressi del vulcano. Stando a Bona che lavorò come sceneggiatore, il film era "destinato a rappresentare la totale libertà d’amore". La pellicola però, seppur non ultimata, venne bocciata dalla censura e i due autori delusi la gettarono nel cratere del vulcano.[4]
- Alcune scene del film del 1993 Caro diario, di Nanni Moretti, sono ambientate a Stromboli[5].
- A Stromboli è ambientato il noir L'Isola che brucia (1997) di Gianni Farinetti[6].
- Alcune scene de La meglio gioventù di Marco Tullio Giordana sono ambientate sull'isola in quanto uno dei personaggi, Mirella, proviene da lì e a un certo punto torna a viverci.
- A Stromboli sono state girate molte scene del film Tutte le donne della mia vita del 2007, regia di Simona Izzo con Luca Zingaretti.
- A Stromboli sono state girate scene della miniserie Rino Gaetano - Ma il cielo è sempre più blu.
- Il documentario La guerra dei vulcani del 2011.
- Jon Bilbao ambienta la sua raccolta di racconti Estromboli del 2016 sull'isola.
- Sull'isola sono state girate alcune scene del film È stata la mano di Dio, diretto da Paolo Sorrentino e uscito nel 2021.[7]
- Pare che John Ronald Reuel Tolkien per creare Monte Fato si sia ispirato al vulcano di Stromboli che avrebbe visto eruttare durante una crociera in Italia.[senza fonte]
- Nel 2022 la RAI realizza sull'isola la fiction Sempre al tuo fianco: il 25 maggio, durante le riprese, viene innescato un vasto incendio che distrugge decine di ettari di vegetazione;[8] il successivo 12 agosto, a seguito di un violento acquazzone con conseguente alluvione, la mancanza di vegetazione ha provocato ingentissimi danni nell'abitato di Stromboli, stimati in circa 70 milioni di euro.[9]

## Società

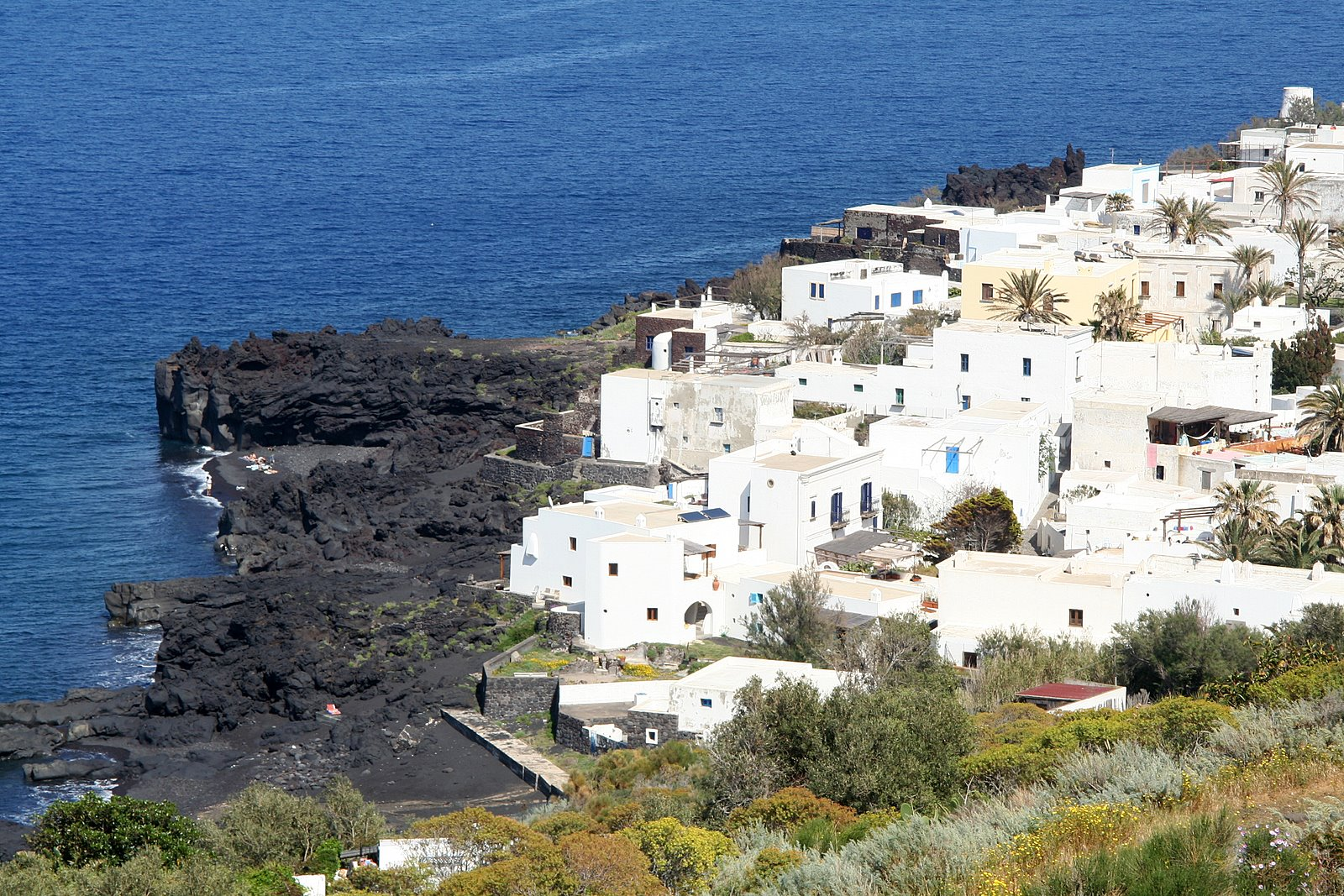
Le case di Piscità.

Stromboli ha una popolazione di circa 400 abitanti ed è amministrata dal comune di Lipari. San Vincenzo Ferreri è il titolare della parrocchia cattolica.

### I nuclei abitati
I principali borghi abitati sono San Vincenzo (o semplicemente il paese di Stromboli, che anticamente era borgo degli agricoltori) con l'approdo storico di Scari, Piscità e Ficogrande, che anticamente era il borgo degli armatori.
A sud-ovest, raggiungibile solo via mare, vi è Ginostra, che in inverno è popolata da circa 30-40 abitanti e dove ci si sposta per mezzo di muli.
A Stromboli sono presenti le scuole elementari e medie per i pochi ragazzi abitanti dell'isola. Dopo le scuole, solitamente, i ragazzi si spostano a Lipari, che dispone di scuole secondarie di secondo grado.

### Economia e turismo

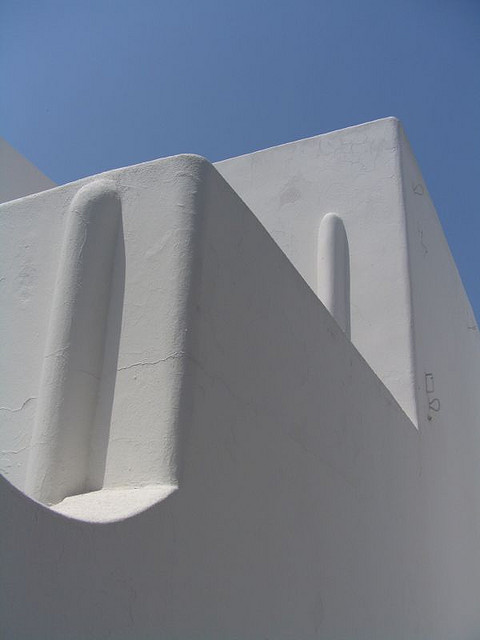
La bianca architettura di Stromboli.

Stromboli è raggiungibile col traghetto da Napoli, Lipari, Milazzo e Messina e, nel periodo estivo, anche in aliscafo da Messina, Reggio Calabria, Vibo Valentia e Tropea.
Il flusso turistico verso l'isola, che costituisce la principale risorsa economica di Stromboli, fino agli anni settanta fu rappresentato soprattutto da persone alla ricerca di un ambiente particolare, naturale e integro e non privo di scomodità come mancanza di elettricità, scarsità d'acqua. Nei decenni successivi le scomodità sono molto diminuite e il turismo è molto cresciuto, anche se resta limitato prevalentemente ai mesi centrali estivi.
Giornalmente, inoltre, si organizzano con guide esperte escursioni verso il cratere, che portano a oltre 900 metri sul livello del mare. Tramite imbarcazioni è inoltre possibile raggiungere nelle ore notturne la vicina e movimentata Panarea, lo scoglio di Strombolicchio e Ginostra, caratteristica località sull'isola di Stromboli dove l'unico mezzo di trasporto sono i muli (ne sono presenti una decina in tutto) e che è irraggiungibile per via terrestre dall'altra parte abitata dell'isola.
Caratteristica dell'isola, oltre alle stradine strette percorribili solo dal motocarro e dai motorini elettrici, che i turisti affittano sull'isola stessa, è la mancata illuminazione notturna nelle strade, che il Comune a cui l'isola fa riferimento, ovvero quello di Lipari, vuol mantenere come importante attrattiva turistica. Dall'Osservatorio, infine, si può vedere la lava del vulcano, l'unico delle Isole Eolie perennemente in attività e il cielo stellato evidenziato dalla mancanza di illuminazione.
Durante la stagione turistica partono imbarcazioni per permettere ai turisti di fare il bagno presso lo scoglio di Strombolicchio.

## Sport
A Stromboli gioca la società calcistica A.S.D. Scirocco Stromboli militante nel campionato di Terza Categoria. I colori sociali sono il nero e il rosso.

## Galleria d'immagini

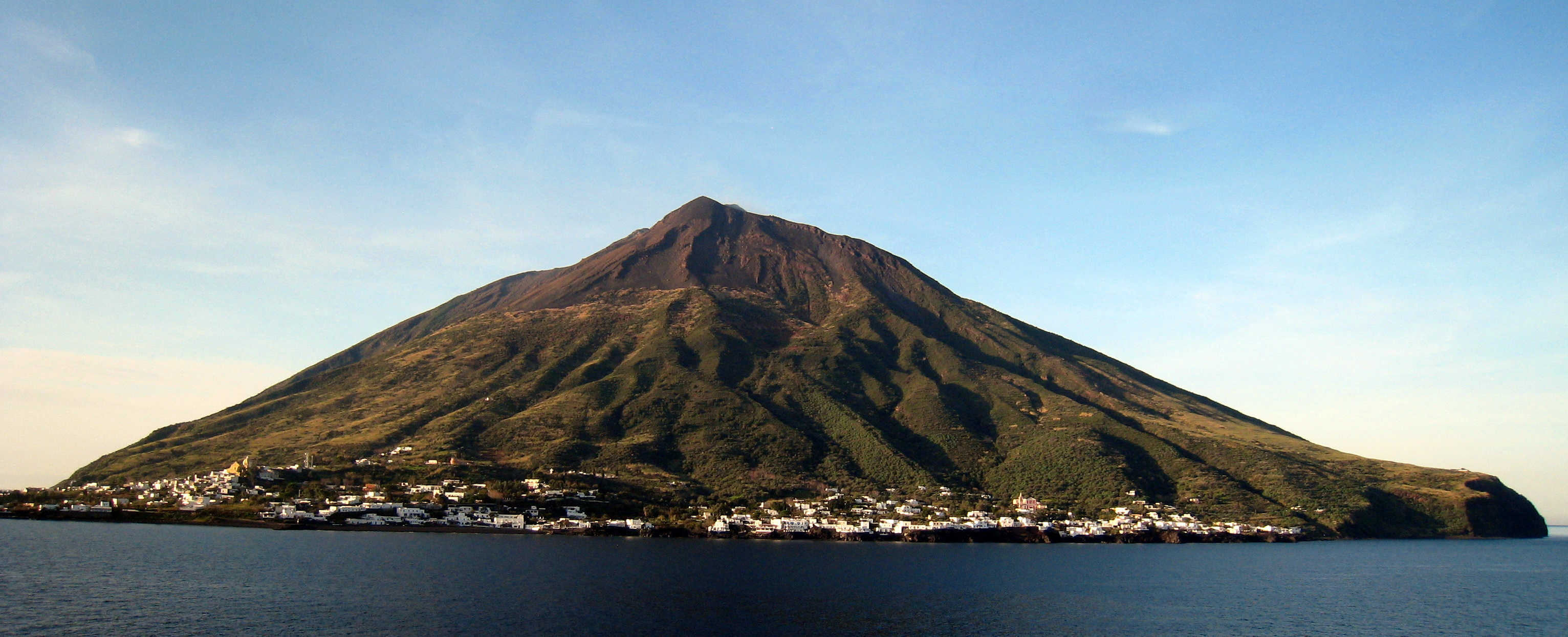
Panorama dell'isola di Stromboli
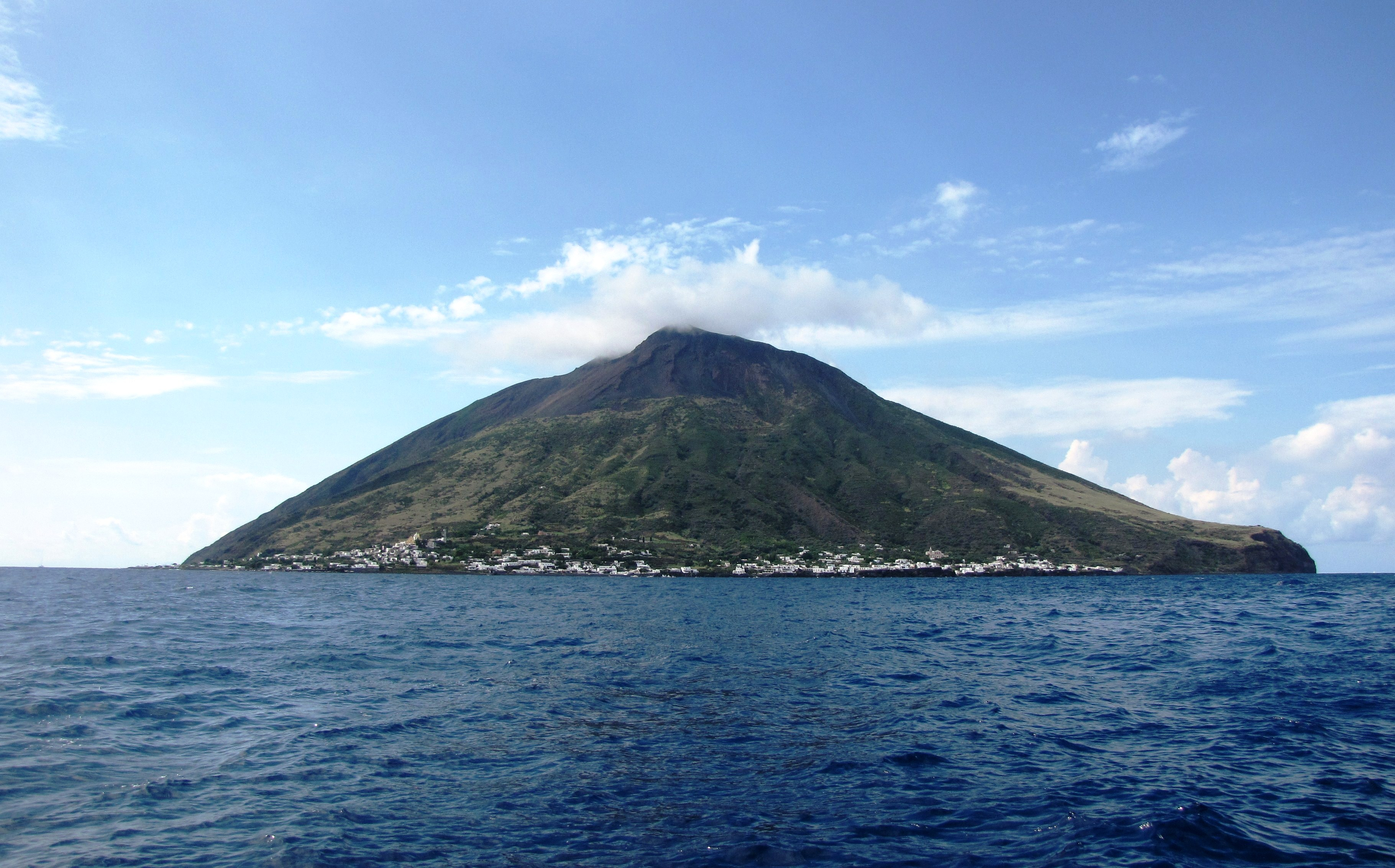
Vista dell'isola di Stromboli
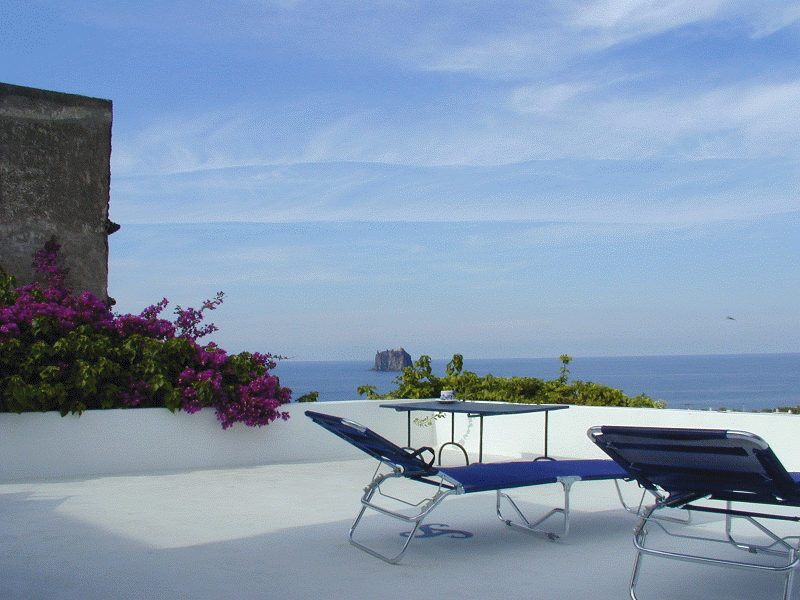
Strombolicchio da una terrazza di Stromboli
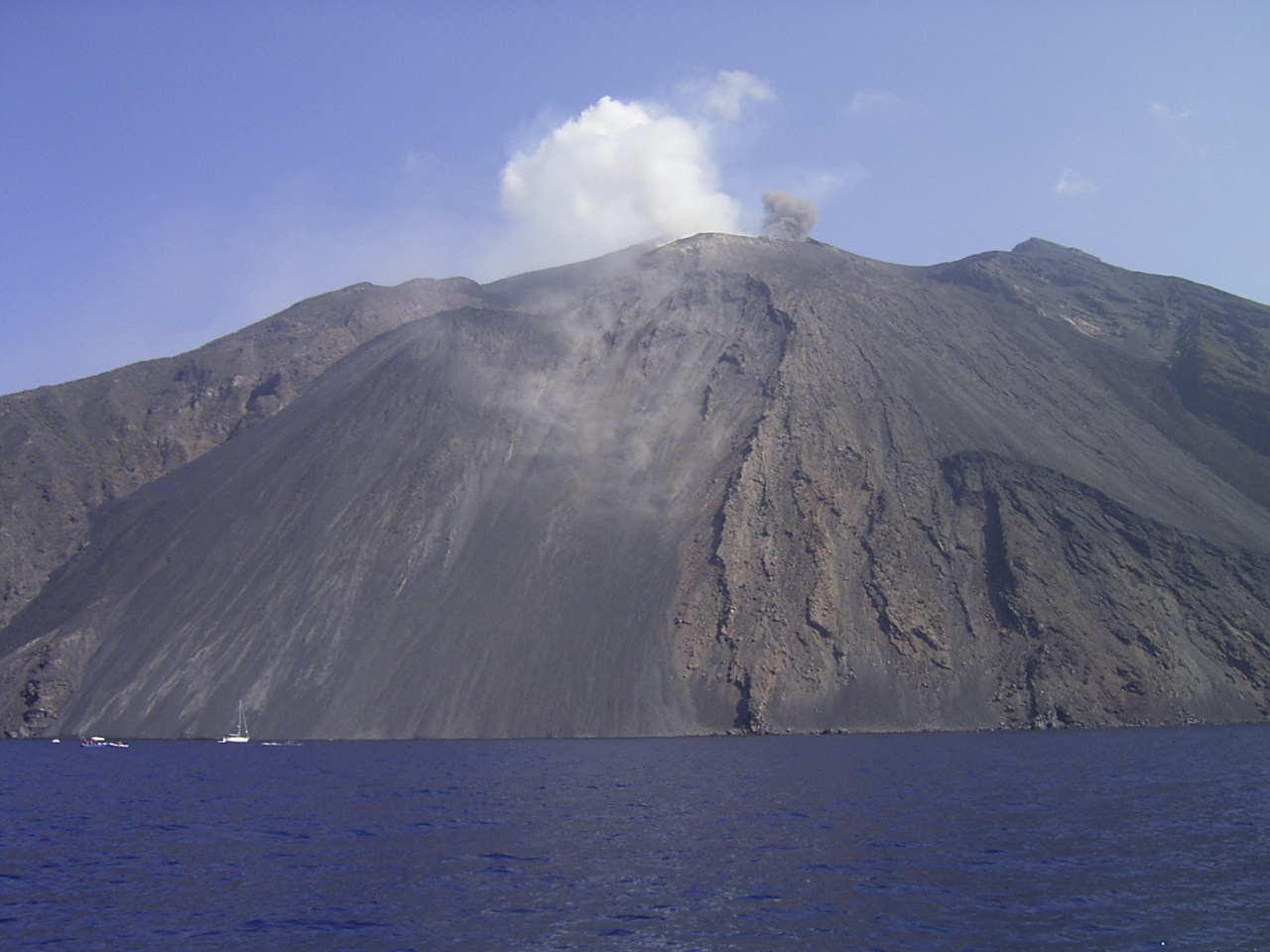
Sciara del fuoco
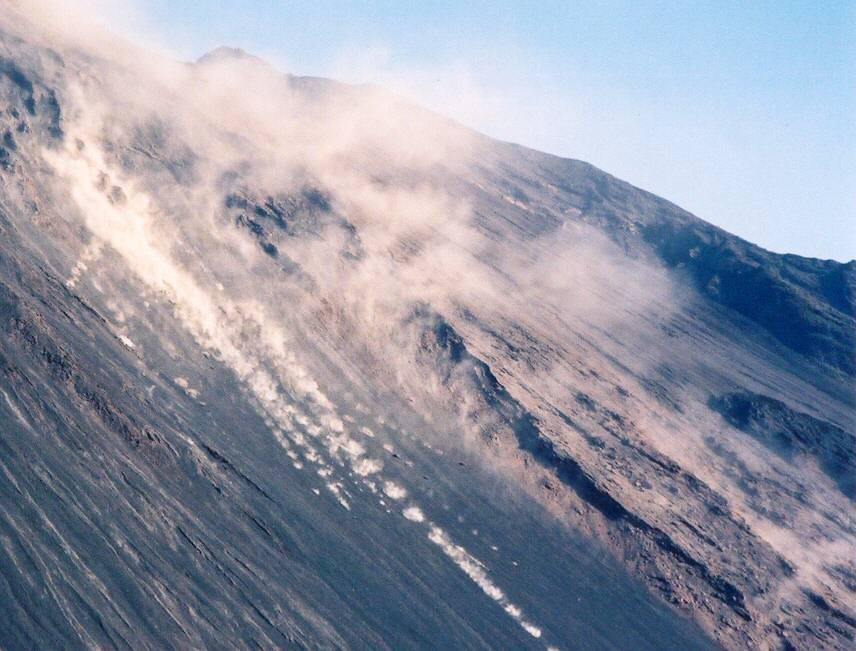
Sciara del fuoco
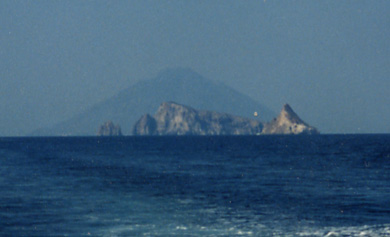
Basiluzzo e Stromboli
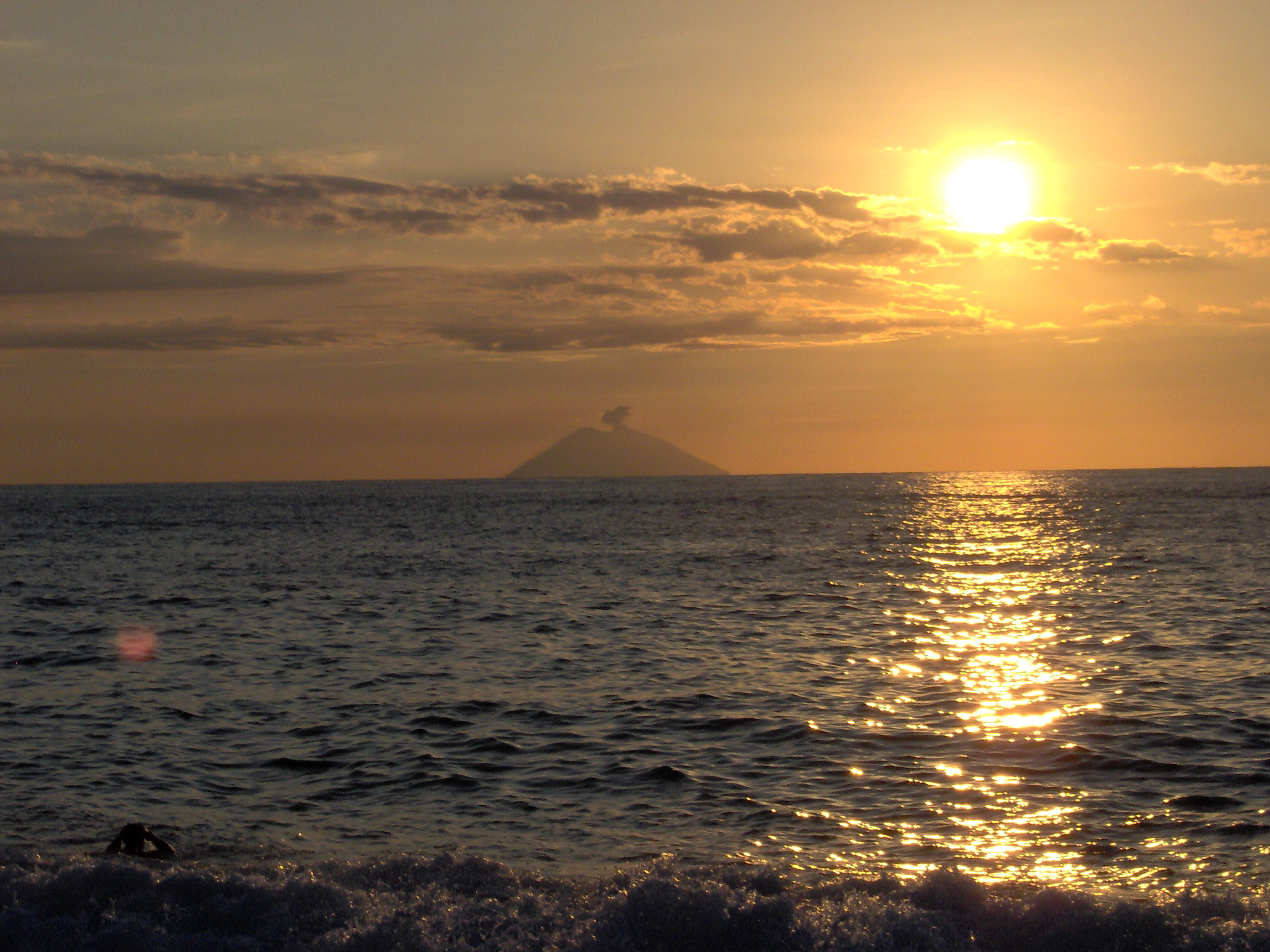
Tramonto con Stromboli visto dalla costa calabrese di Tropea
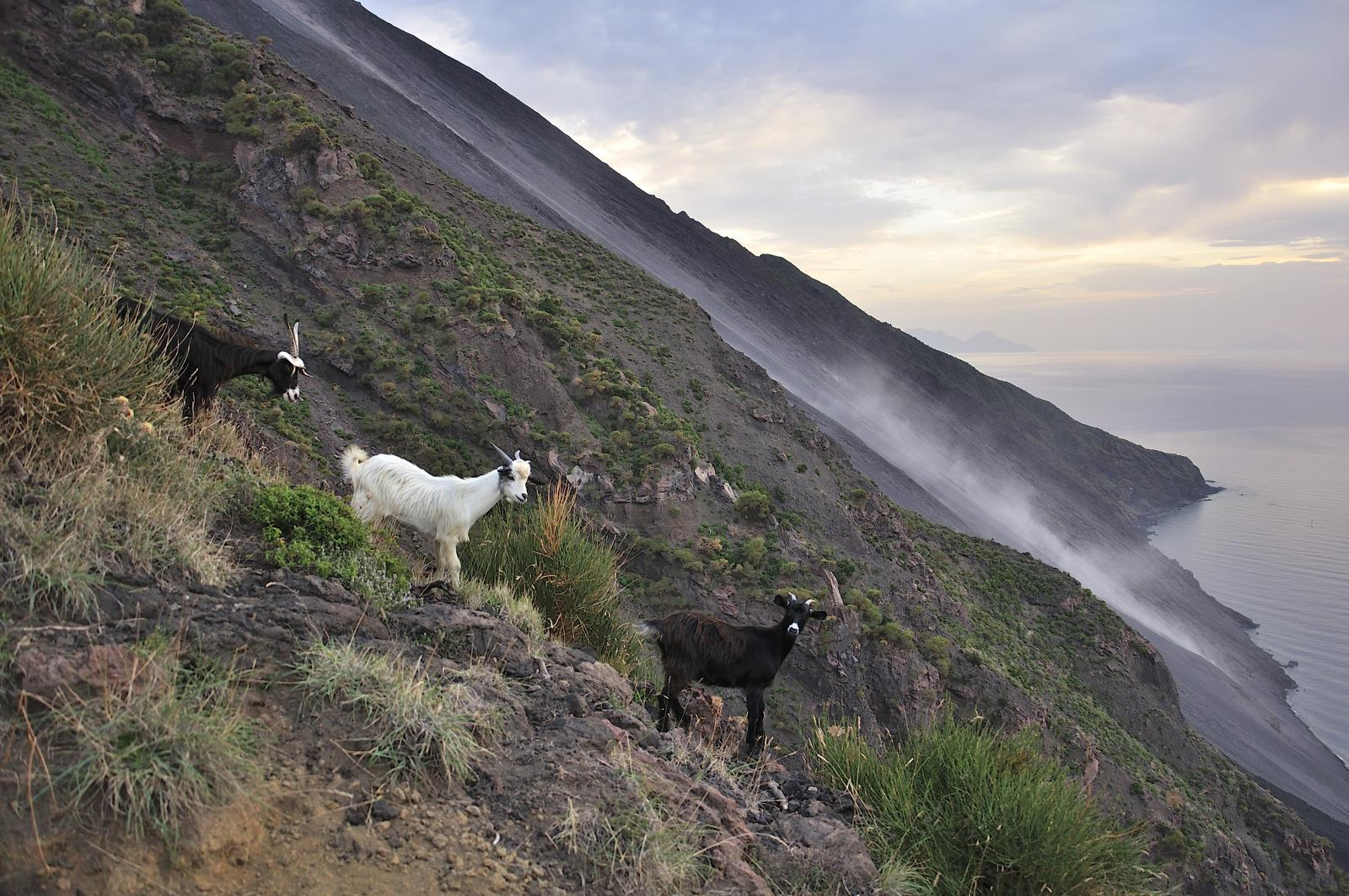
Capre nei pressi della Sciara del fuoco
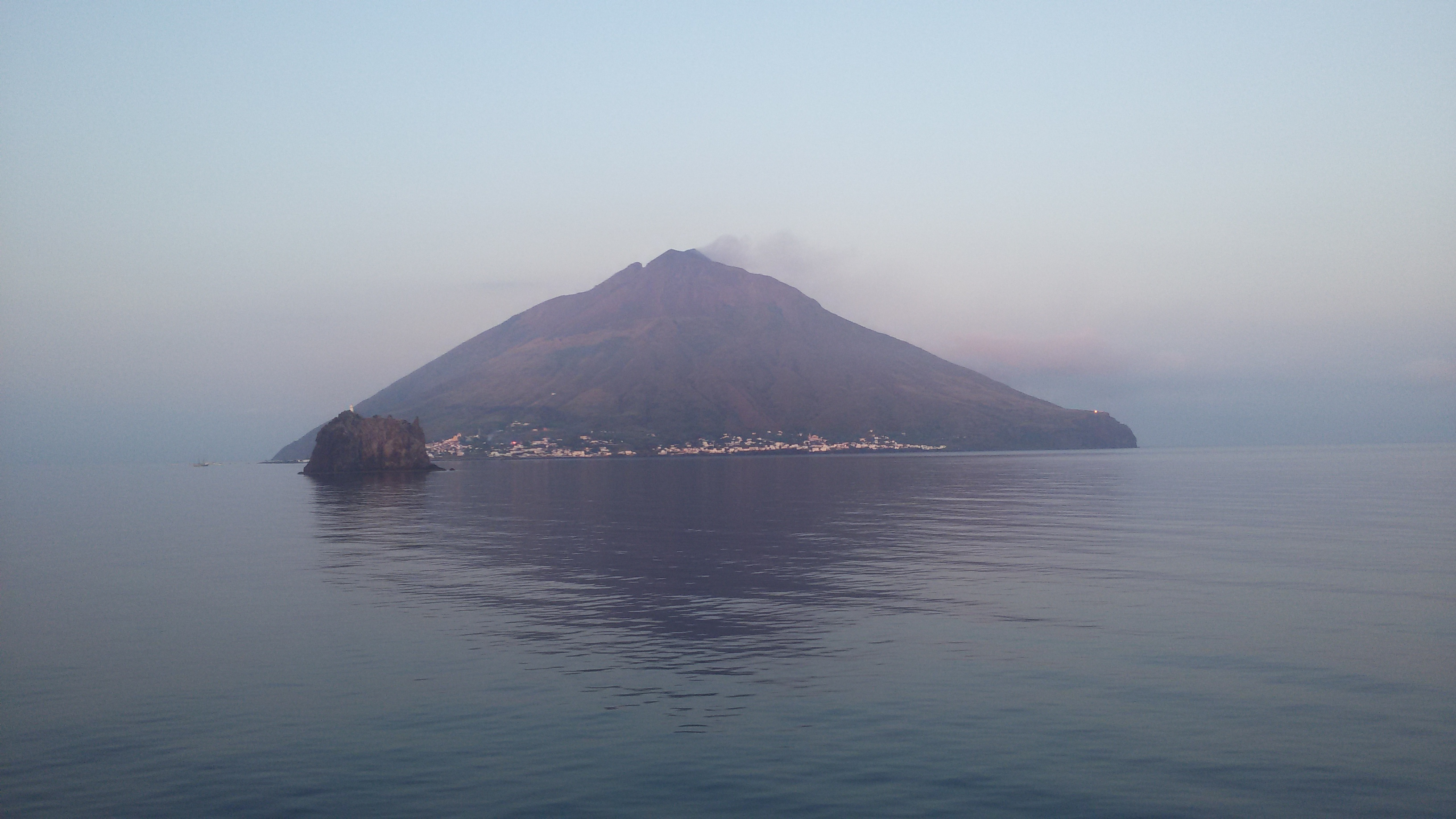
Isola di Stromboli con Strombolicchio
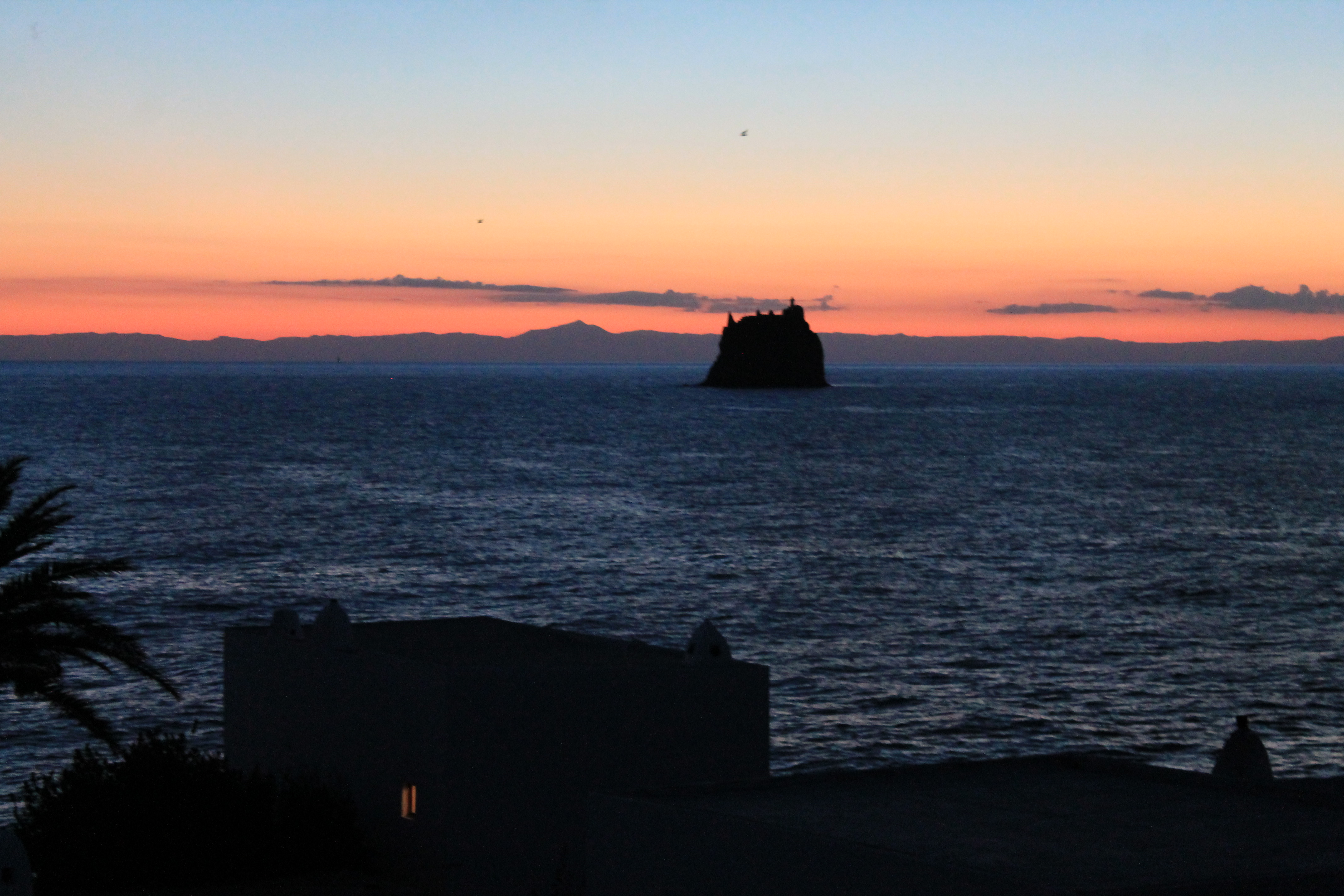
Strombolicchio e costa calabrese all'alba
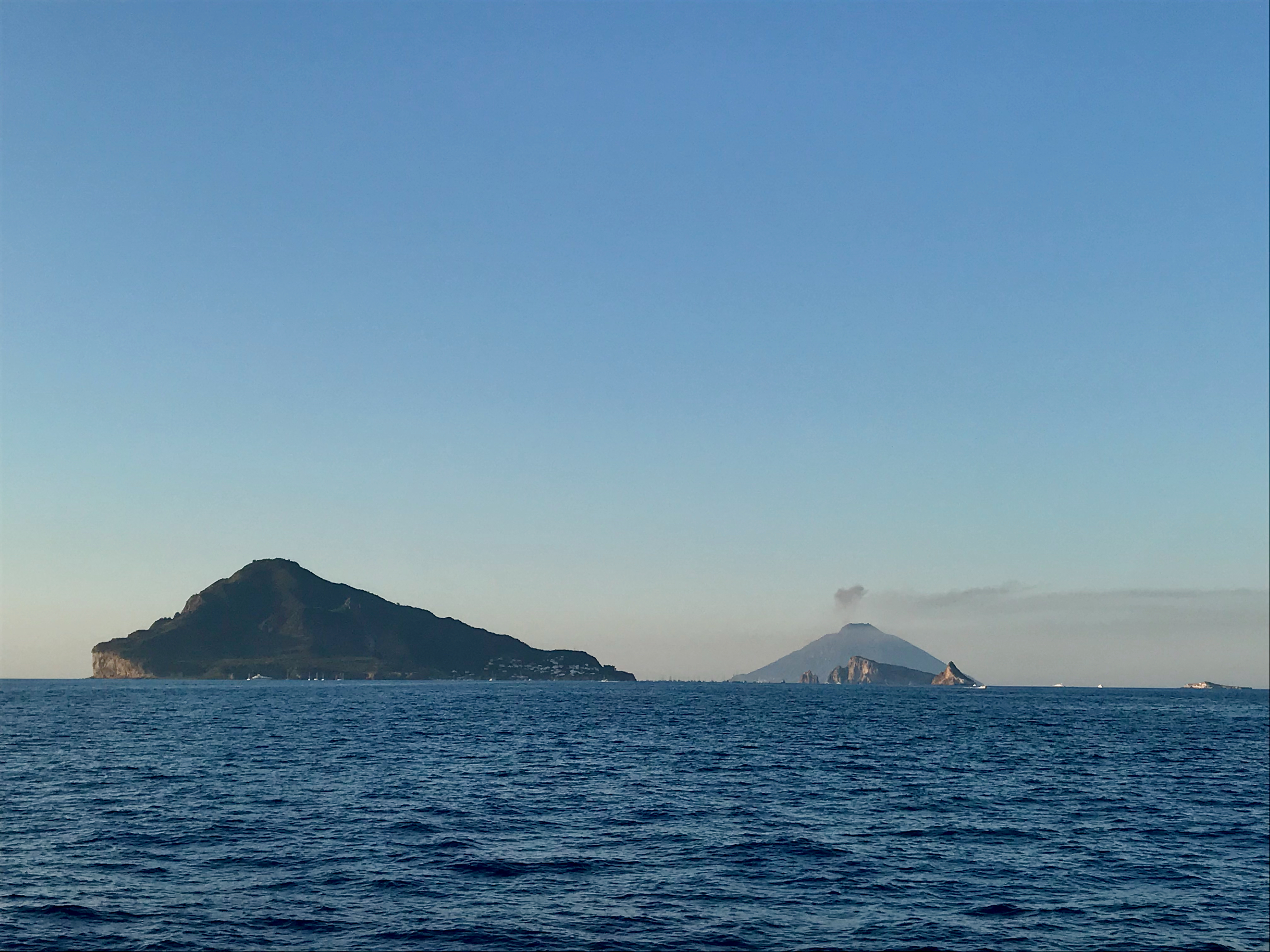
Isola di Panarea - Basiluzzo - Lisca bianca e nera Dattilo e Stromboli visti dal mare